# Nankingské muzeum
Nankingské muzeum (čínsky: znaky 南京博物院, pinyin Nánjīng Bówuyuán) je muzeum nacházející se v Nankingu v provincii Ťiang-su Čínské lidové republiky. S areálem o rozloze 70 000 m² je jedním z největších čínských muzeí. Bylo založeno roku 1933 jako Národní ústřední muzeum (čínsky: znaky 中央博物院, pinyin Zhongyang bowuyuan).
Vystavuje sbírky starověké čínské keramiky, děl z nefritu a bronzu, kaligrafie a malířství, lidového umění, mingského a čchingského porcelánu, ťiang-nanských hedvábných výrobků a moderního umění.